# Gawas Bay
Gawas Bay är en vik i Kanada.   Den ligger i provinsen Ontario, i den sydöstra delen av landet, 600 km väster om huvudstaden Ottawa.
Runt Gawas Bay är det mycket glesbefolkat, med 2 invånare per kvadratkilometer.